# John Breen (Politiker)
John Breen ist ein irischer Politiker der Irish Labour Party. Er war Mitglied im Stadtrat von Dublin und bekleidete als solches von Juni 1948 bis Juni 1949 das Amt des Oberbürgermeisters der Stadt (Lord Mayor of Dublin).